# Terradillos (kommunhuvudort)
Terradillos är en kommunhuvudort i Spanien. Den ligger i provinsen Provincia de Salamanca och regionen Kastilien och Leon, i den centrala delen av landet, 160 km väster om huvudstaden Madrid. Terradillos ligger 884 meter över havet och antalet invånare är 3 232.
Terrängen runt Terradillos är platt. Runt Terradillos är det mycket glesbefolkat, med 5 invånare per kvadratkilometer. Närmaste större samhälle är Salamanca, 17,8 km nordväst om Terradillos. Trakten runt Terradillos består till största delen av jordbruksmark.